# Звавич, Леонид Исаакович
Леони́д Исаа́кович Зва́вич (19 ноября 1945, Москва — 16 января 2024, Москва) — заведующий кафедрой математики в школе № 67 района Дорогомилово города Москвы (в 1993—2019 — гимназия № 1567). Народный учитель Российской Федерации (2014), вице-президент российской Ассоциации учителей математики, член Федерального экспертного совета Министерства образования и науки России.
Руководитель авторских курсов для учителей математики РФ, автор более ста книг и статей по вопросам школьной математики, педагогики и психологии. Учитель высшей категории, соросовский учитель.

## Биография
Родился 19 ноября 1945 года в Москве в семье профессора исторического факультета МГУ Исаака Семёновича Звавича и Ирины Петровны Звавич. Учился в педагогическом классе московской школы № 67, окончил её в 1964 году. Тогда же поступил на математическое отделение МГПИ им. В. И. Ленина, а с 1965 года начал вести уроки в родной школе.
В 1969 году окончил математическое отделение МГПИ им. В. И. Ленина.
С 1970 года занимался программно-методической работой для школ и классов с углублённым изучением математики. В 1982 году ему присвоено звание «Учитель-методист».
Читал курс высшей математики для студентов педагогического факультета МГПИ, неоднократно был руководителем практики в школе студентов математического факультета МГПИ.
С 1982 года вёл методическую работу по всему СССР: в Вологде, Ижевске, Магадане, Серпухове, Нижневартовске, Сургуте, Таллине, Хабаровске, Улан-Удэ, Ханты-Мансийске. Учителя Ханты-Мансийского автономного округа стажировались у него в Москве дважды. Также был проведен цикл семинаров для учителей Хабаровска.
В 1987 году выступил инициатором создания Всесоюзной, затем — Российской ассоциации учителей математики (РАУМ) и был избран её вице-президентом.
С 1994 года начал сотрудничать с педагогическим обществом «Алта» и проводить курсы повышения квалификации учителей России (г. Обнинск, Москва). За почти 30 лет провёл свыше 60 семинаров, которые прошли более 2000 педагогов.
Скончался 16 января 2024 года в Москве на 79-м году жизни после тяжёлой и продолжительной болезни.

## Научно-методическая работа
С 1982 года был членом секции математики учёного методического совета при Министерстве просвещения СССР, с 1992 — экспертного совета России по общему образованию.
В 1980-е годы выступал с докладами на научно-методических конференциях педагогов: на Пятых всесоюзных педагогических чтениях в Алма-Ате, конференциях преподавателей математики в Москве, Кутаиси (1989), Алма-Ате, Новополоцке, Петрозаводске, Ханты-Мансийске (о работе школ и классов с углубленным изучением математики).
С 1985 года до введения ЕГЭ Л. И. Звавич был экспертом Министерства просвещения по оценке учебников и учебных пособий, а также составлению текстов итоговой аттестации по математике 9-х и 11-х классов с углубленным изучением математики, с углубленным изучением физики, классов гуманитарного профиля и общеобразовательных классов. Автор более 100 экзаменационных вариантов для школ Российской Федерации, билетов для устного экзамена по геометрии, один из авторов трёх министерских сборников по проведению итоговой аттестации по математике.
В 1988 году представлял советских математиков на шестом международном конгрессе по математическому образованию в Будапеште с докладом «Проблемы работы классов с углубленным изучением математики».
В 1989 году вошёл в редколлегию научно-методического журнала «Математика в школе».
В 1993 году вошёл в российскую делегацию на конференции математиков США — Россия в Москве.
В 1994 году был членом совета по проблемам математического образования при отделении общего среднего образования Российской академии образования.
В 1997 году участвовал в международной конференции «Школьное математическое образование на рубеже веков» (Таллин).
Один из организаторов стажировки французских учителей в городах России, в 1995 году прошёл стажировку в Париже и Ницце.

## Награды[4]
- 1979 — Почётная грамота Министерства просвещения СССР и Академии педагогических наук СССР.
- 1980 — Отличник народного просвещения.
- 1990 — Заслуженный учитель школы РСФСР.
- 1997 — Медаль «В память 850-летия Москвы».
- 2003 — Знак отличия «За безупречную службу городу Москве. XXX лет».
- 2013 — Премия «За выдающиеся заслуги в образовании» от фонда «Династия».
- 2014 — Народный учитель Российской Федерации[6].

## Отзывы
«Многие выпускники Леонида Исааковича приводят к нему в класс учиться своих детей. Не только за знаниями, но и за тем, чему можно научиться только у настоящего педагога».

## Труды
- Alexander Karp, Leonid Zvavich. Russian Mathematics Education[7]. Programs and Practices (Series on Mathematics Education), Editors Bruce R. Vogeli, Alexander Karp. Publisher: World Scientific Publishing Company (March 2011). Переведено на русский язык и издано МПГУ в 2017 году[4].

## Семья
- Брат — Андрей Исаакович Звавич (род. 1930), историк, доктор исторических наук[8].
- Брат — Виктор Исаакович Звавич (род. 1949), историк, источниковед, редактор энциклопедических словарей-справочников, полиглот (читает и переводит с 18 иностранных языков, изучал латынь и древнерусский), старший научный сотрудник Всероссийского НИИ документоведения и архивного дела[9].
- Сын — Артём Леонидович Звавич (род. 1974), профессор математики Кентского университета (Огайо, США)[10].